# Umberto Orsini (ciclista)
Umberto Orsini (Empoli, 6 dicembre 1994) è un ex ciclista su strada italiano, professionista dal 2018 dal 2020.
È figlio della sorella dell'ex ciclista Andrea Tafi.

## Palmarès

### Strada
- 2010 (Juniores)

Trofeo Città di Loano
Campionati italiani, Prova in linea Juniores
- 2016 (Team Colpack, due vittorie)

Classifica generale Vuelta al Bidasoa
Gran Premio Ezio Del Rosso

## Piazzamenti

### Grandi Giri
- Giro d'Italia

2019: non partito (9ª tappa)

### Classiche monumento
- Milano-Sanremo

2019: 143º
- Giro di Lombardia

2018: ritirato
2019:  103º

### Competizioni mondiali
- Campionati del mondo

Valkenburg 2012 - In linea Junior: 113º